# NGC 3973
NGC 3973 је спирална галаксија у сазвежђу Лав која се налази на NGC листи објеката дубоког неба.
Деклинација објекта је + 11° 59' 50" а ректасцензија 11h 55m 37,0s. Привидна величина (магнитуда) објекта NGC 3973 износи 15,0 а фотографска магнитуда 15,8. NGC 3973 је још познат и под ознакама MCG 2-31-1, CGCG 68-93, CGCG 69-5, PGC 37439.